# Anontsibe Centre
Anontsibe Centre est une commune urbaine malgache située dans la partie sud de la région du Menabe.